# Le Pinacle, Coaticook
Le Pinacle är en kulle i Kanada.   Den ligger i provinsen Québec, i den sydöstra delen av landet, 300 km öster om huvudstaden Ottawa. Toppen på Le Pinacle är 657 meter över havet, eller 178 meter över den omgivande terrängen. Bredden vid basen är 7,6 km. Le Pinacle ligger vid sjöarna  Lac Lyster och Petit lac Baldwin.
Terrängen runt Le Pinacle är varierad.Runt Le Pinacle är det mycket glesbefolkat, med 2 invånare per kvadratkilometer.. Närmaste större samhälle är Coaticook, 14,4 km nordost om Le Pinacle.
I omgivningarna runt Le Pinacle växer i huvudsak blandskog.